# Inonotus shoreae
Inonotus shoreae är en svampart som först beskrevs av Elsie Maud Wakefield, och fick sitt nu gällande namn av Ryvarden 2005. Inonotus shoreae ingår i släktet Inonotus och familjen Hymenochaetaceae.   Inga underarter finns listade i Catalogue of Life.